# El Adelanto
El Adelanto va ser un diari de Salamanca fundat el 1883 i que va anunciar el seu tancament el 22 de maig de 2013. En aquell moment era un dels diaris locals més antic d'Espanya.

## Història
El seu fundador va ser Francisco Núñez-Izquierdo, nascut a Valladolid i establert des de petit a Peñaranda de Bracamonte. Va adquirir a Salamanca un local situat a l'antic convent de Santa Rita, on va instal·lar un taller d'arts gràfiques en què va començar a editar el 1883 El Adelanto, en un primer moment com a setmanari.
El 1970, Enric de Sena Marcos, fins llavors redactor en cap del diari també de Salamanca La Gaceta, va passar a dirigir El Adelanto. Aquest periodista va marcar una llarga etapa del diari fins a 1985, ja ben entrada la Transició, encara que posteriorment va continuar amb les seves col·laboracions regulars. Les últimes van ser recopilades després de la seva mort en el llibre "Mi último año", editat el 1999 amb pròleg d'Enrique Arias Vega, llavors director del diari. En el període de direcció d'Enrique de Sena el diari va representar una tendència més o menys dissimulada cap a l'aperturisme i posteriorment, després de la mort de Franco, obertament favorable a l'esquerra. Cal recordar que El Adelanto era l'únic competidor de La Gaceta, integrat a la premsa del Movimiento.
El 1997 aquest diari es va incorporar al Grupo Zeta. El 2001 les dades disponibles sobre la seva difusió eren: 6.000 exemplars certificats per l'OJD, i 30.000 lectors, segons l'Estudi General de Mitjans. L'abril de 2005 el Grupo Zeta va vendre el diari a la Sociedad Universal Europa de Publicaciones, integrada pels empresaris Antonio de Castro i Francisco Magarzo (Grupo Paco Mateo)..
Amb motiu de la celebració del seu 125è aniversari (1883-2008) edità l'obra de quatre toms "125 Aniversario de El Adelanto", coordinada per l'escriptor Joan Gonper (ISBN: 978-84-612-7058-3).
Després de l'inici d'una vaga indefinida de la plantilla deguda al no pagament de les nòmines, que durà 10 mesos, el 22 de maig de 2013 l'empresa editora va anunciar l'inici dels tràmits per a un expedient de regulació d'ocupació d'extinció.

## Directors
(per ordre cronològic, llistat incomplet)
- Manuel Gil Maestre[8]
- Isidoro García Barrado
- Luis Caballero Noguerol
- Gabriel Hernández González (1961-1970)
- Enrique de Sena Marcos (1970-1985)[4]
- Antonio Checa Godoy (1988-1989)
- Carlos del Pueyo (1989-1997)
- Enrique Arias Vega (1997-1999)
- Julián Rodríguez (1999-2000)
- Nunchi Prieto (2000-2005)
- Félix Ángel Carreras Álvarez (2005-junio de 2012)
- Isidro L. Serrano Rodríguez (octubre de 2012-mayo de 2013)